# Kościół Opieki Matki Bożej w Pomarzanach
Kościół Opieki Matki Bożej w Pomarzanach – rzymskokatolicki kościół parafialny należący do parafii pod tym samym wezwaniem (dekanat kiszkowski archidiecezji gnieźnieńskiej).
Obecna murowana świątynia w stylu neogotyckim została zbudowana w 1892 roku. Jej prezbiterium jest ozdobione ołtarzem głównym z obrazem patronki kościoła. Innymi elemtami wyposażenia są ołtarze boczne, ambona oraz chrzcielnica.
Kościół został ufundowany przez dziedzica Pomarzan, Chełmnickiego. Wybudował on tę świątynię dla swojej chorej córki, aby nie musiała uczęszczać na nabożeństwa do odległego, jak na tamte czasy, kościoła w Łagiewnikach Kościelnych lub Łopiennie.